# مقاطعة كواندو كوبانغو
كواندو كوبانغو أحد مقاطعات أنغولا تبلغ مساحتها 199.094 كم2 وعدد سكانها يزيد على 500 ألف نسمة عاصمتها هي مدينة مينونغوي ، إسـم المدينة مشتق من نهري كواندو وأكفانجو الذين يعبران حدود المقاطعة الشرقية والغربية على الترتيب.
هذه المقاطعة كانت القاعدة الرئيسية لحركة ضد الاستعمار يونيتا بقيادة جوناس سافيمبي في ثمانينات وتسعينات القرن الماضي.

## الموقع الجغرافي
تقع مقاطعة كواندو كوبانغو في الجنوب الشرقي للبلاد وتحدها من الجنوب ناميبيا ومن الشرق زامبيا ومن الشمل مقاطعة موكسيكو ومن الغرب مقاطعتي كونيني وهويلا.

## البلديات
تنقسـم مقاطعة كواندو كوبانغو إلى 16 بلدية هـي:
| - كاليه - كويتو كوانافالي - كوانغـار - كوتشي - لوينجي - ديريكو - لونغا - لويانا | - مايي - بايكسو لونغا - بوندو - شينغوانجا - كايوندو - كويـي - كوتاتو - كوتويلي |

## روابط خارجية
- الموقـع الرسمـي نسخة محفوظة 3 ديسمبر 2014 على موقع واي باك مشين.
- معلومات عـن المقاطعة في موقع إينفـو أنغولا